# Actia clavula
Actia clavula là một loài ruồi trong họ Tachinidae.